# Kakavovec
 Kakavovec (znanstveno ime Theobroma cacao) je majhno, 6–12 m visoko zimzeleno drevo iz družine Malvaceae (Slezenovke). Njegova semena, kakavova zrna, se uporabljajo za izdelavo čokolade, čokoladnega likerja, kakavovega prahu in kakavovega masla. Pradomovina kakavovca je Gvajana, območje v zgornjem toku reke Orinoko in Rio Negro.   Njegove vrednosti so poznala in ga uporabljala že indijanska plemena. Največja proizvajalka kakavovih zrn v letu 2018 je bila Slonokoščena obala z 2,2 milijona tonami.

## Opis
Drevo lahko zraste do 20 m visoko, na plantažah, pa so drevesa visoka do 10 m. Drevo ima zimzelene, jajčaste liste, celorobe in dolge 10–50 cm in široki 5–10 cm. Kakavovec je zelo občutljiv in potrebuje zaščito pred vetrom in soncem še zlasti v prvih letih razvoja. Ob pozorni skrbi drevesa obrodijo prve sadove šele v petem letu. Lahko dočakajo starost tudi do 60 let.

### Cvet
Neposredno iz stebla ali starejših vej poženejo majhne skupine drobnih belih cvetov, kar v botaniki imenujemo kavliflorija (Cauliflory). Cvetovi so majhni, premera 1–2 cm z rožnato čašo. Cvetna formula, ki se uporablja za predstavitev strukture rože s številkami, je ✶ K5 C5 A(5°+52) G(5).
Medtem ko mnoge rože po svetu oprašujejo čebele (Hymenoptera) ali metulji/molji (Lepidoptera), kakavovčeve cvetove oprašujejo drobne mušice Forcipomyia. Z uporabo naravnega opraševalca mušice Forcipomyia drevo proizvede več plodov kot z uporabo umetnih opraševalcev.

### Plod
Plod, imenovan kakavov strok, je jajčast, dolg 15–30 cm in širok 8–10 cm, zrel je rumen do oranžen in tehta približno 500 g. Strok vsebuje od 20 do 60 semen, običajno imenovanih 'fižol', vdelanih v belo kašo, ki so grenkega okusa.
Semena so glavna sestavina čokolade, pulpo pa v nekaterih državah uporabljajo za pripravo osvežilnih sokov, smutijev, želejev in krem. Običajno se zavrže. Fermentirana kaša se lahko destilira v alkoholno pijačo.
Sveža kakavova zrna vsebujejo okoli 37 % vode, 7 % beljakovin, 29 % maščob, 3,5 % škroba, 1,3 % teobromina, glukozo, 5 % taninskih snovi, pektin, 8 % celuloze, vezane v vinsko kislino in 2,3 % mineralnih snovi. Aktivna sestavina ploda je stimulans teobromin, spojina, podobna kofeinu.

## Nomenklatura
Rodovno ime Theobroma izhaja iz grščine za 'hrano bogov'; iz θεός (theos), kar pomeni 'bog' ali 'božanski', in βρῶμα (broma), kar pomeni 'hrana'. Vrstno ime cacao je hispanizacija imena rastline v avtohtonih mezoameriških jezikih, kot je kakaw v tzeltalskem, kʼicheʼ in klasičnih majevskih; kagaw v Sayula Popoluca; in cacahuatl v nahuatlščini pomeni 'zrno kakavovega drevesa'.

### Taksonomija
Cacao (Theobroma cacao) je ena od 26 vrst, ki pripadajo rodu Theobroma in so uvrščene v poddružino Byttnerioideae iz družine slezenovk Malvaceae.
Leta 2008 so raziskovalci predlagali novo klasifikacijo, ki temelji na morfoloških, geografskih in genomskih merilih: 10 skupin je bilo poimenovanih glede na njihov geografski izvor ali tradicionalno ime sorte. Te skupine so: Amelonado, Criollo, Nacional, Contamana, Curaray, Cacao Guiana, Iquitos, Marañon, Nanay in Purús.

## Razširjenost in udomačitev
T. cacao je široko razširjen od jugovzhodne Mehike do porečja Aamazonke. Maji so prvi začeli gojiti in uporabljati kakavovec kot kulturno rastlino. Za hrano so uporabljali njegove plodove in stebla. Prvotno sta obstajali dve hipotezi o njegovi udomačitvi; ena pravi, da obstajata dve žarišči za udomačitev, eno na območju pragozda Lacandon v Mehiki in druga v nižinski Južni Ameriki. Novejše študije vzorcev raznolikosti DNK pa kažejo, da temu ni tako. Ena študija je vzorčila 1241 dreves in jih razvrstila v 10 različnih genetskih skupin. Ta študija je tudi identificirala območja, na primer okrog Iquitosa v sodobnem Peruju in Ekvadorju, kjer so predstavniki več genetskih skupin nastali pred več kot 5000 leti, kar je privedlo do razvoja sorte kakavovih zrn Nacional. Ta rezultat nakazuje, da je bil tukaj prvotno udomačen T. cacao, verjetno zaradi pulpe, ki obdaja zrna, ki se uživa kot prigrizek in fermentira v rahlo alkoholno pijačo. Z uporabo zaporedij DNK in njihovo primerjavo s podatki, pridobljenimi iz podnebnih modelov in znanih pogojev, primernih za kakav, je ena študija izpopolnila pogled na udomačitev in povezala območje največje genetske raznolikosti kakava z območjem, ki obsega Ekvador, mejo med Brazilijo in Perujem ter južnim delom kolumbijsko-brazilske meje.
Kakavova drevesa dobro uspevajo kot podrastne rastline v vlažnih gozdnih ekosistemih. To enako velja za zapuščena gojena drevesa, zaradi česar je težko razlikovati med resnično divjimi drevesi in tistimi, katerih starši so bili morda prvotno gojeni.

## Gojenje
Leta 2016 so kakavovce gojili na približno 10.200.000 hektarjih po vsem svetu. Kakavovce gojijo velike agroindustrijske plantaže in majhni proizvajalci, pri čemer večino proizvodnje pridelajo milijoni kmetov z majhnimi parcelami. Drevo začne roditi, ko je staro štiri ali pet let. Odraslo drevo ima lahko 6000 cvetov na leto, a le približno 20 strokov. Približno 1200 semen (40 strokov) je potrebnih za proizvodnjo 1 kg kakavove paste.
V preteklosti so izdelovalci čokolade priznavali tri glavne skupine kultivarjev kakavovih zrn, ki se uporabljajo za izdelavo kakava in čokolade: Criollo, ki daje plemenita zrna, Forastero, ki daje konzumna (porabniška) zrna in Trinitario. Najbolj cenjena, redka in draga je skupina Criollo, kakavova zrna, ki so jih uporabljali Maji. Samo 10 % čokolade je izdelane iz zrna Criollo, ki je manj grenak in bolj aromatičen kot katera koli druga zrna. Novembra 2000 so kakavova zrna iz Chuaa dobila označbo porekla pod imenom Cacao de Chuao (iz španščine: 'kakav iz Chuaa').
Kakav je v 80 % narejen iz zrn skupine Forastero, pri čemer je glavna in najbolj razširjena sorta sorta Amenolado, medtem ko je sorta Arriba (kot je sorta Nacional) manj pogosta. Drevesa Forastero so občutno bolj trda in bolj odporna na bolezni kot drevesa Criollo, zaradi česar so kakavova zrna cenejša.
Med večjimi predelovalci kakava so Hershey's, Nestlé in Mars. Čokolado je mogoče izdelati iz T. cacao s postopkom, ki vključuje obiranje, fermentacijo pulpe T. cacao, sušenje in nato ekstrakcijo.

## Proizvodnja
| Država                                | Proizvodnja (tonah) |
| ------------------------------------- | ------------------- |
| Slonokoščena obala                    | 2.230.000           |
| Gana                                  | 1.108.663           |
| Indonezija                            | 667.296             |
| Ekvador                               | 337.149             |
| Kamerun                               | 300.000             |
| Nigerija                              | 280.000             |
| Svet                                  | 5.874.582           |
| Source: FAOSTAT of the United Nations |                     |

Leta 2022 je svetovna proizvodnja kakavovih zrn znašala 5,9 milijona ton; vodilna je bila Slonokoščena obala z 38 % celotne proizvodnje. Drugi veliki proizvajalki sta bili Gana (19 %) in Indonezija (11 %).

## Ohranjanje
Škodljivci in bolezni, ki jim je kakavovec izpostavljen, skupaj s podnebnimi spremembami pomenijo, da bodo za odgovor na te izzive potrebne nove sorte. Žlahtnitelji se pri ustvarjanju novih sort zanašajo na gensko raznovrstnost, ohranjeno v genskih bankah na terenu, saj ima kakavovec neposlušna semena, ki jih ni mogoče shraniti v običajni genski banki. V prizadevanju za izboljšanje raznovrstnosti, ki je na voljo žlahtniteljem, in zagotavljanje prihodnosti terenskih genskih bank so strokovnjaki pripravili Globalno strategijo za ohranjanje in uporabo genskih virov kakavovca kot osnovo za trajnostno gospodarstvo. Strategijo so sprejeli pridelovalci kakava in njihove stranke, njen cilj pa je izboljšati karakterizacijo raznolikosti kakavovcev, trajnost in raznolikost zbirk kakavovcev, uporabnost zbirk in olajšati dostop do boljših informacij o ohranjenem materialu. Nekatera naravna območja raznovrstnosti kakavovcev so zaščitena z različnimi oblikami ohranjanja, na primer narodni parki. Vendar pa nedavna študija genske raznolikosti in predvidenih podnebij kaže, da mnoga od teh zavarovanih območij do leta 2050 ne bodo več primerna za kakavovec. Opredeljuje tudi območje okoli Iquitosa v Peruju, ki bo ostalo primerno in je dom na precejšnjo gensko raznovrstnost, in priporoča, da se to območje razmisli o zavarovanju. Drugi projekti, kot je Mednarodni karantenski center za kakav, so namenjeni boju proti boleznim kakavovcev in ohranjanju genetske raznovrstnosti.
Fitopatogeni (parazitski organizmi) povzročajo veliko škodo na nasadih kakavovcev Theobroma po vsem svetu. Mnogi od teh fitopatogenov, ki vključujejo številne spodaj navedene škodljivce, ki so bili analizirani z masno spektrometrijo in omogočajo usmerjanje pravilnih pristopov, da se jih znebi. Ugotovljeno je bilo, da je ta metoda hitra, ponovljiva in natančna ter daje obetavne rezultate v prihodnosti pri preprečevanju poškodb Theobroma cacao zaradi različnih fitopatogenov.
Ugotovljeno je bilo, da je posebna bakterija Streptomyces camerooniansis koristna za T. cacao, saj pomaga pri rasti rastlin s pospeševanjem kalitve semen T. cacao, zavira rast različnih vrst mikroorganizmov (kot so različne oomicete, glive in bakterije) in preprečuje gnitje Phytophthora megakarya.

## Zgodovina gojenja

### Udomačitev
Kakavovec, ki izvira iz amazonskega deževnega gozda, je bil prvič udomačen pred najmanj 5300 leti v ekvatorialni Južni Ameriki - najdišče Santa Ana-La Florida (SALF) v današnjem jugovzhodnem Ekvadorju (provinca Zamora-Chinchipe) s kulturo Majo-Činčipe, preden je bila uvedena v Srednjo Ameriko.
V Mezoameriki so iz zgodnjega obdobja (1900–900 pr. n. št.) našli keramične posode z ostanki priprave kakavovih napitkov. Na primer, ena taka posoda, najdena na olmeškem arheološkem najdišču na obali zaliva Veracruz v Mehiki, datira pripravo kakava že v leto 1750 pred našim štetjem. Na pacifiški obali Chiapasa v Mehiki, arheološko najdišče Mokaya, zagotavlja dokaze o celo zgodnejših kakavovih pijačah do leta 1900 pred našim štetjem. Začetna udomačitev je bila verjetno povezana z izdelavo fermentirane alkoholne pijače. Leta 2018 so raziskovalci, ki so analizirali genom gojenih kakavovcev ugotovili, da vsi udomačeni kakavovci izvirajo iz enega samega dogodka udomačitve, ki se je zgodil pred približno 3600 leti nekje v Srednji Ameriki.

### Starodavna uporaba
V starodavnih besedilih je opisanih več mešanic kakava za obredne ali medicinske, pa tudi kulinarične namene. Nekatere mešanice so vključevale koruzo, čili, vanilijo (Vanilla planifolia) in med. Arheološki dokazi o uporabi kakava, čeprav so razmeroma redki, izhajajo iz pridobivanja celih kakavovih zrn v Uaxactunu v Gvatemali in iz ohranitve lesnih delcev kakavovca na lokacijah v Belizeju, vključno s Cuello in močvirje Pulltrouser. Poleg tega je analiza ostankov iz keramičnih posod odkrila sledove teobromina in kofeina v zgodnjih posodah iz Puerto Escondida v Hondurasu (1100–900 pr. n. št.) in posodah iz Colheja v Belizeju (600–400 pr. n. št.) z uporabo podobnih tehnik kot tiste, ki se uporabljajo za pridobivanje ostankov čokolade iz štirih posod iz klasičnega obdobja (okoli leta 400 n. št.) iz grobnice na majevskem arheološkem najdišču Rio Azul. Ker je kakav edino znano blago iz Mezoamerike, ki vsebuje obe alkaloidni spojini, se zdi verjetno, da so bile te posode uporabljene kot posode za kakavove pijače. Poleg tega je kakav poimenovan v hieroglifskem besedilu na eni od posod iz Rio Azul. Verjame se tudi, da so kakav mleli Azteki in ga mešali s tobakom za namene kajenja. Kakavovec so udomačili Mayo-Činčipe iz zgornje Amazonije okoli 3000 pr. n. št..
Maji so verjeli, da so kakaw (cacao) odkrili bogovi na gori, kjer so bila tudi druga prijetna živila, ki so jih lahko uživali. Po majevski mitologiji je Pernata kača Majem dala kakav, potem ko je božanska babica boginja Xmucane ustvarila ljudi iz koruze. Maji so aprila praznovali letni festival v čast svojemu kakavovemu bogu Ek Chuahu, dogodek, ki je vključeval žrtvovanje psa s kakavovimi oznakami, dodatne živalske žrtve, daritve kakava, perja in kadila ter izmenjavo daril. V podobni zgodbi o stvarjenju je mehiški (azteški) bog Quetzalcoatl odkril kakav (cacahuatl: 'grenka voda') v gori, polni drugih rastlinskih živil. Kakav je bil redno ponujen panteonu mehiških božanstev, Madridski kodeks pa prikazuje svečenike, ki prebadajo svoje ušesne mečice (avtožrtvovanje) in prekrivajo kakav s krvjo kot primerno žrtev bogovom. Kakavov napitek so obredno uporabljali le moški, saj so verjeli, da gre za opojno hrano, neprimerno za ženske in otroke.
Kakavova zrna so predstavljala obredno pijačo in glavni denarni sistem v predkolumbovskih mezoameriških civilizacijah. Na neki točki je Azteški imperij prejel letni davek 980 tovorov (klasični nahuatl: xiquipilli) kakava poleg drugega blaga. Vsak tovor je predstavljal natanko 8000 zrn. Kupna moč kakovostnega zrnja je bila tolikšna, da je bilo mogoče za 80–100 strokov kupiti nov plašč iz blaga. Znano je tudi, da je uporaba kakavovih zrn kot valute v času Azteškega imperija sprožila ponarejevalce.
- kakaw (cacao) napisano v majevski pisavi
- Skulptura moškega, ki nosi kakavov strok. Aztek, 1440-1521 n. št.
- Kakavovo drevo v azteškem kodeksu Fejérváry-Mayer

### Moderna zgodovina
Prvo evropsko znanje o čokoladi je prišlo v obliki pijače, s katero so se Španci prvič seznanili na srečanju z Moctezumo II. v azteški prestolnici Tenochtitlan leta 1519. Hernán Cortés in drugi so opazili velike količine te pijače, ki jo je zaužili azteški poglavar in kako so ga skrbno stepali njegovi spremljevalci vnaprej. Primeri kakavovih zrn so skupaj z drugimi kmetijskimi proizvodi takrat prinesli nazaj v Španijo, vendar se zdi, da so pijačo iz kakava na španski dvor leta 1544 uvedli majevski plemiči Kekči, ki so jih iz Novega sveta v Španijo prinesli dominikanski bratje na srečanje s princem Filipom. V enem stoletju se je čokolada razširila v Francijo, Anglijo in drugod po zahodni Evropi. Zaradi povpraševanja po tej pijači so Francozi ustanovili nasade kakavovca na Karibih, medtem ko je Španija pozneje razvila svoje nasade v svojih venezuelskih in filipinskih kolonijah (Bloom 1998, Coe 1996).  Slika nizozemskega umetnika zlate dobe Alberta Eckhouta prikazuje divje kakavovo drevo v nizozemski Braziliji sredi 17. stoletja. Španska beseda cacao, ki izhaja iz nahuatlščine, je vstopila v znanstveno nomenklaturo leta 1753, potem ko je švedski naravoslovec Linnaeus objavil svoj taksonomski binomski sistem in skoval rod in vrsto Theobroma cacao. Tradicionalne predšpanske pijače iz kakava se še vedno uživajo v Srednji Ameriki. Sem spada pijača Oaxacančanov, znana kot tejate.

## Galerija
- Cvetlični diagram, ki prikazuje delno socvetje
- Listi, plodovi in semena. A. Bernecker, 1864.. A. Bernecker, 1864.
- Mlada drevesa, Slonokoščena obala
- Makrofotografija cveta (zaprto)
- Makrofotografija cveta (odprto)
- Cvetje
- Kakavovo seme v stroku ali pocha
- Plod, posušeno